# Dacai
Dacai (kinesiska: 大才乡, 大才) är en socken i Kina. Den ligger i den autonoma regionen Guangxi, i den södra delen av landet, omkring 220 kilometer norr om regionhuvudstaden Nanning. Antalet invånare är 8846. Befolkningen består av 4 391 kvinnor och 4 455 män. Barn under 15 år utgör 19,0 %, vuxna 15-64 år 68 %, och äldre över 65 år 12,0 %.
Genomsnittlig årsnederbörd är 1 915 millimeter. Den regnigaste månaden är maj, med i genomsnitt 341 mm nederbörd, och den torraste är februari, med 46 mm nederbörd.